# Budaörsi SC
A Budaörsi SC egy magyar sportegyesület, székhelye a Pest vármegyei Budaörsön található. Labdarúgócsapata jelenleg az NB III-ban szerepel.

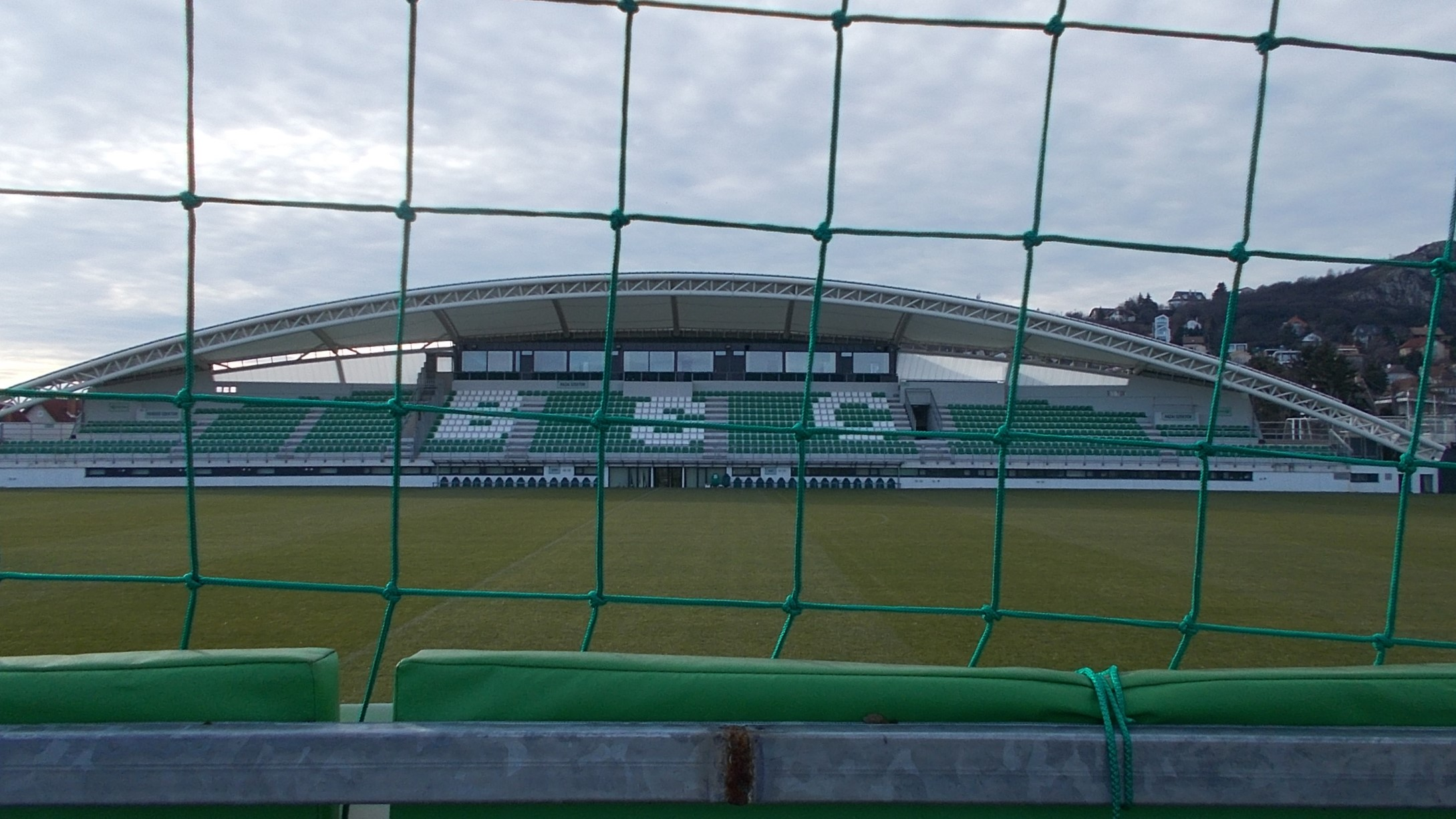
Budaörsi Városi Stadion

## Története
A labdarúgás a legnagyobb múlttal rendelkező budaörsi sportág, hiszen 1924 óta van hivatalosan foci Budaörsön. A klub alapítását követő években a csapat leginkább járási és megyei tornákon szerepelt, és az azóta eltelt 90 évben sok bajnokságban is játszott a Budaörs. 2016 novemberétől Bognár György és csapata segíti a felnőtteket az NBII Merkantil Bank Liga bajnokságban. A felnőtt futball mellett a klub nagy hangsúlyt helyez az utánpótlás fejlesztésre, hiszen korosztályos csapataink indulnak sikeresen az NBII-ben.

## Sikerek
NBIII
- Bajnok: 2014-15

Szabad Föld Kupa
- Bajnok: 1964

## Híresebb játékosok
- Szűcs Mihály
- Peszlen Gergő
- Gábor Bence
- Babócsy András

## Játékoskeret
Utolsó módosítás: 2022. június 7. 
A vastaggal jelzett játékosok felnőtt válogatottsággal rendelkeznek.
A dőlttel jelzett játékosok kölcsönben szerepelnek a klubnál.
*Kooperációs szerződéssel szerepel a MOL Fehérvár FC csapatától.
| Mezszám       | Név                | Nemzetiség | Születési hely   | Születési idő (kor)           | Korábbi csapat           | Érték (€) | Szerződés lejárta |
| Kapusok       | Kapusok            | Kapusok    | Kapusok          | Kapusok                       | Kapusok                  | Kapusok   | Kapusok           |
| ------------- | ------------------ | ---------- | ---------------- | ----------------------------- | ------------------------ | --------- | ----------------- |
| 1             | Tóth Gábor         | HUN        | Budaörs          | 2002. november 14. (22 éves)  | utánpótlásból került fel | 100 000   | 2024.06.30.       |
| 25            | Slakta Balázs      | HUN        | Eger             | 1994. december 1. (30 éves)   | Szentlőrinc SE           | 75 000    | Nem publikus      |
|               | Dala Martin*       | HUN        | Székesfehérvár   | 2004. április 26. (20 éves)   | MOL Fehérvár FC II       | N/A       | 2022.06.30.       |
|               | Szabó Balázs       | HUN        | Budapest         | 1992. január 1. (33 éves)     | Paksi FC                 | 50 000    | 2022.06.30.       |
| Védők         |                    |            |                  |                               |                          |           |                   |
| 2             | Tányéros Ádám      | HUN        | Vác              | 1991. május 22. (33 éves)     | Aqvital FC Csákvár       | 50 000    | Nem publikus      |
| 3             | Kapronczai Gergely | magyar     | Mohács           | 2001. március 4. (24 éves)    | MTK Budapest FC          | 50 000    | Nem publikus      |
| 4             | Papp Kristóf       | HUN        | Budapest         | 1999. március 3. (26 éves)    | Puskás Akadémia II       | 25 000    | 2022.06.30.       |
| 5             | Gyurácz András     | HUN        | Szombathely      | 1995. február 23. (30 éves)   | Ferencvárosi TC II       | 50 000    | 2022.06.30.       |
| 12            | Pintér Dominik     | HUN        | Budapest         | 1994. június 12. (30 éves)    | Monor SE                 | 50 000    | 2022.06.30.       |
| 16            | Kojnok Zsolt*      | magyar     | Mór              | 2001. február 15. (24 éves)   | MOL Fehérvár FC          | 125 000   | 2022.06.30.       |
|               | Fényes Szabolcs    | HUN        | Jászberény       | 1995. április 30. (29 éves)   | Aqvital FC Csákvár       | 75 000    | 2022.06.30.       |
| Középpályások |                    |            |                  |                               |                          |           |                   |
| 6             | Zsidai László      | HUN        | Budapest         | 1986. július 16. (38 éves)    | Paksi FC                 | 50 000    | 2022.06.30.       |
| 7             | Csillag Dárius     | magyar     | Gyöngyös         | 1995. január 29. (30 éves)    | Dorogi FC                | 50 000    | Nem publikus      |
| 13            | Sajbán Miklós      | HUN        | Budapest         | 1994. február 12. (31 éves)   | Mezőkövesd Zsóry FC      | 100 000   | 2022.06.30.       |
| 15            | Petneházi Márk     | HUN        | Hódmezővásárhely | 1988. október 4. (36 éves)    | III. Kerületi TVE        | 75 000    | 2022.06.30.       |
| 17            | Horváth Barnabás*  | magyar     | Mátészalka       | 2002. november 26. (22 éves)  | MOL Fehérvár FC II       | 10 000    | 2022.06.30.       |
| 20            | Tóth Keve          | magyar     | Budapest         | 1998. augusztus 31. (26 éves) | BVSC-Zugló               | 50 000    | 2022.06.30.       |
| 21            | Lengyel Béla       | magyar     | Szolnok          | 1990. október 29. (34 éves)   | FC Ajka                  | 50 000    | Nem publikus      |
| 22            | Halácsi Mirkó      | HUN        | Budapest         | 2002. június 15. (22 éves)    | utánpótlásból került fel | 50 000    | 2024.06.30.       |
| 23            | Galambos Ádám      | magyar     | Szekszárd        | 1993. február 17. (32 éves)   | Nyíregyháza Spartacus FC | 50 000    | Nem publikus      |
|               | Váradi Alexander   | HUN        | Budapest         | 2000. augusztus 7. (24 éves)  | utánpótlásból került fel | 25 000    | 2022.06.30.       |
|               | Horváth Emil       | HUN        | Győr             | 1999. október 7. (25 éves)    | Győri ETO FC U19         | 25 000    | 2022.06.30.       |
|               | Jász Gergő         | HUN        | Budapest         | 2004. október 30. (20 éves)   | utánpótlásból került fel | 10 000    | Nem publikus      |
| Támadók       |                    |            |                  |                               |                          |           |                   |
| 8             | Molnár Csaba       | HUN        | Székesfehérvár   | 1991. január 20. (33 éves)    | Aqvital FC Csákvár       | 50 000    | 2022.06.30.       |
| 9             | Molnár Márkó       | HUN        | Dorog            | 2000. július 29. (24 éves)    | Füzesgyarmati SK         | 10 000    | Nem publikus      |
| 10            | Balázs Zsolt       | magyar     | Zalaegerszeg     | 1988. augusztus 11. (36 éves) | Kaposvári Rákóczi FC     | 75 000    | 2022.06.30.       |
| 11            | Winkler András     | HUN        | Mosonmagyaróvár  | 2000. november 9. (24 éves)   | Lipót Pékség SE          | 75 000    | 2022.06.30.       |
| 14            | Molnár Tibor       | HUN        | Székesfehérvár   | 1993. május 12. (31 éves)     | FC Ajka                  | 50 000    | Nem publikus      |
| 18            | Vankó Imre         | HUN        | Komárom          | 1994. április 17. (30 éves)   | Győri ETO FC             | 50 000    | 2022.06.30.       |
| 19            | Gula Boldizsár     | HUN        | Budapest         | 2002. október 10. (22 éves)   | utánpótlásból került fel | 10 000    | Nem publikus      |
|               | Murai Márk         | HUN        | Budapest         | 1996. július 15. (28 éves)    | Aqvital FC Csákvár       | 50 000    | Nem publikus      |

## Vezetőedzők
- Bekő Balázs (2012–2013)
- Zsivóczky Gyula (2013)[3]
- Albert Flórián (2013–2015)[4]
- Miskei Attila (2015–2016)[5]
- Bognár György (2017–2020)
- Márkus Tibor (2020–2021)[6]
- Gabala Krisztián (2021–2022)[7][8]
- Toldi Gábor (2022)[9]
- Bekő Balázs (2022–2023)[10]
- ifj. Bognár György (2023–)[11]